# Dominique Fonseca
Pour les articles homonymes, voir Fonseca.
 (octobre 2024).
 Dominique Fonseca est un chef cuisinier français, né en 1958, Meilleur ouvrier de France en 2000, et Compagnon du Tour de France

## Biographie
Il démarre comme apprenti pâtissier, puis apprenti cuisinier au restaurant Ledoyen à Paris sous les ordres de Monsieur Guy Legay et suit les cours de l'École Ferrandi. Il prépara le concours des Meilleurs Apprentis de France dont il sortira finaliste, ce qui lui permettra de faire son service militaire dans les cuisines du Palais de l'Élysée, sous la présidence de Valéry Giscard d'Estaing.
Puis il travaille chez Henri Séguin, au  Pressoir  et dans un palace: l'Intercontinental à Paris. Puis en 1980 Guy Legay lui demande de venir travailler avec lui dans les cuisines du Ritz. Pendant  vingt huit ans, il passa par tous les postes, de commis à chef de cuisine. Cette année 1980, il épouse Françoise à Mantes-la-Jolie, qui lui donnera trois enfants. Il passe avec succès le Concours de Meilleur ouvrier de France en 2000.
Le couple rêve de se mettre à leur compte. En 2007, passant par la Nièvre sur les conseils d'un ami, il rencontre Philippe Gobet responsable Hôtellerie-Restauration de la CCI de la Nièvre qui leur présente deux affaires à reprendre. Après un parcours du combattant pour tout remettre aux normes, ils ouvrent au début de 2008, leur propre hôtel-restaurant à l'enseigne Le Coq Hardi, à Pouilly-sur-Loire. Son épouse, ancienne comptable, s'occupe de l'accueil de l'hôtellerie et de la comptabilité. Il fait partie des Toques nivernaises.

## Établissement
À la sortie de Pouilly sur la D28 A, son hôtel-restaurant est situé au 42 avenue de la Tuilerie.

## Distinctions, hommages
- Web Radio du Goût le 16 juin 2008
- Participant à l'émission de télévision  TOP CHEF  sur M6
- Président d'honneur en 2011 du Concours Régional des Fromages Fermiers de Bourgogne[2]

## Classiques de la maison
- "Les œufs meurettes du Coq-Hardi [3]